# Дукованы
Дукованы (чеш. Dukovany) — деревня в районе Тршебич, Высочина, Чехия. В ней проживают около 900 человек. Известна по построенной рядом АЭС Дукованы.

## География
Дукованы расположена в 27 км к юго-востоку от Тршебича и в 31 км к юго-западу от Брно. Деревня расположена на Ешовицкой возвышенности и на ручье Дукованский, который впадает в реку Йиглава.

## История
Первое упоминание про Дукованы датируются 1263 годом и первоначальное название было Токованы. Во второй половине XIII века они были переданы ордену Тамплиеров. В 1298 году Алшик из Дукован был упомянут как владелец замка Рабштейн.
В 1325 году король чехии Иоанн Люксембургский продал поселение Йиндрижу Липскому, что указывает на то, что род Дукован к тому времени вымер. Собтсвенность принадлежала замку Рабштейн. После своего захвата и разрушения в 1446 году деревня стала частью королевских владений. Позже деревня была присоединена к поместью Моравски-Крумлов, которое принадлежало владельцам Липы. В конце XVI века Дукованы стали самостоятельным поместьем, которое довольно часто меняло владельцев.
С 1970-х годов годов застроенный район был перестроен и заменён семейными резиденциями, при этом основное внимание при строительстве было уделено зоне спуска под замком Дукованы. В 1974—1987 годах была построена АЭС с объездной дорогой и жилой зоной примерно для 1500 рабочих, что послужило причиной сноса деревень Скрые, Хержманице и Липаны.

## Экономика
АЭС Дукованы — одна из двух чешских АЭС, расположенных в муниципалитете.

## Достопримечательности

### Церковь Святого Вацлава
Построена тамплиерами и освящена в 1279 году. В XVII веке она была перестроена в стиле Барокко. В 1970-х годах были обнаружены и отреставрированы остатки фресок XIII века.

### Замок Рабштейн
Происхождение замка и дата постройки неясны. В XV веке он был разрушен, а в 1486 году уже упоминается как руина. Сохранилось лишь несколько фрагментов. Руины замка находятся в свободном доступе.

## Города-побратимы
- Полярные Зори, Россия